# François Gayot
François Gayot (ur. 17 lipca 1927 w Saint-Louis-du-Nord, zm. 16 grudnia 2010) – katolicki duchowny, monfortanin, biskup, a później arcybiskup Cap-Haïtien.

## Życiorys
Urodził się 17 lipca 1927 roku w Haiti, w Saint-Louis-du-Nord w Departamencie Północno-Zachodnim. 7 lutego 1954 roku został księdzem w ramach Zgromadzenia Misjonarzy Towarzystwa Maryi. 22 listopada 1974 wyznaczono go na biskupa Cap-Haïtien, wyświęcony został 2 lutego 1975 roku. Ordynował go Luigi Barbarito w obecności François-Wolffa Ligondégo i Rémy’ego Jérôme’a Augustina. 7 kwietnia 1988 roku, gdy Cap-Haïtien podniesiono do rangi archidiecezji, François Gayot został wyznaczony na arcybiskupa, ale w rzeczywistości urząd objął dopiero 24 lipca tego samego roku. Od 1992 do 1998 roku był przewodniczącym Konferencji Episkopatu Haiti. 4 lub 5 listopada (różne źródła podają różne informacje) 2003 roku przeszedł na emeryturę. Jako przedstawiciel Kościoła katolickiego w Haiti wyruszył na uroczystość CIM we Włoszech. Z powodu problemów zdrowotnych musiał być pilnie hospitalizowany w Gemelli. Zmarł 16 grudnia 2010 roku przez napad padaczkowy.